# Martin Reim
Pour les articles homonymes, voir Reim.
Martin Reim est un footballeur estonien né le 14 mai 1971 à Tallinn en RSS d'Estonie.

## Biographie
Après avoir annoncé sa retraite internationale, il est rappelé par le sélectionneur pour disputer les éliminatoires de l'Euro 2008.
Il dépasse ainsi le record de sélection pour un joueur européen, codétenu avec Lothar Matthäus. Ce record est par la suite battu par le joueur letton Vitālijs Astafjevs.
Malgré ses 157 sélections, Martin Reim n'a jamais disputé de grande compétition internationale.
Il joue jusqu'en 2008 pour le club du FC Flora Tallinn, en Estonie. En 2010, il est nommé au poste d'entraîneur de ce même club.

## Palmarès

### Joueur
- 157 sélections et 14 buts avec l'Estonie
- Champion d'Estonie en 1993-94, 1994-95, 1997-98, 1998, 2001, 2002 et 2003 avec le FC Flora Tallinn
- Vainqueur de la Coupe d'Estonie en 1995, 1998 et 2008 avec le FC Flora Tallinn
- Vainqueur de la Supercoupe d'Estonie en 1998, 2002, 2003 et 2004 avec le FC Flora Tallinn
- Finaliste de la Coupe de Finlande en 2000 avec le Kotkan TP

### Entraîneur
- Champion d'Estonie en 2010 avec le FC Flora Tallinn

### Distinctions personnelles
- Meilleur buteur du championnat d'Estonie en 1990
- Élu footballeur estonien de l'année en 1995
- Estonian Silverball en 1995, 1997 et 1999